# Cacatua ducorpsii
Il cacatua di Ducorps (Cacatua ducorpsii) è un uccello della famiglia dei Cacatuidi, endemica delle Isole Salomone.